# Walfisch (Club)
Der Walfisch war ein Afterhour-Club im Berliner Ortsteil Mitte, der von 1991 bis 1993 bestand. Er zählt zu den frühen und wichtigen Institutionen der Berliner Techno-Szene.
Bereits zu Zeiten der DDR gab es in den oberirdischen Räumen des U-Bahnhofs Heinrich-Heine-Straße an der Köpenicker Straße die Kneipe Zum Walfisch. Mit dem Aufkommen der Technokultur in Berlin wollten die Betreiber Partys anbieten, was durch die Idee von DJ Der Würfler, eine Afterhour auszuprobieren, den gewünschten Erfolg brachte, da dies im Ostteil der Stadt noch nicht regelmäßig angeboten wurde.
Mit zugeklebten Fenstern, psychedelischer Dekoration, brachialem Sound, Stroboskop und Nebel konnten die Clubgänger von Planet und Tresor gewonnen werden. Die Türpolitik war recht offen, und so fand sich eine wilde Mischung unter anderem aus Schwulen, Punks und Hooligans im Club wieder. Die Resident-DJ-Mannschaft bildeten Zappa, Der Würfler, Frankie, Tanith, DJ Rok, Spezial, Roland 138 BPM, DJ Jauche und DJ Abyss. In der SFB-TV-Doku Technocity von 1993 wurden der Club und die Macher ausführlich vorgestellt.
Um 1993 veräußerten die Betreiber die Location. Zunächst kam der Blackmusic-Club Boogaloo in die Räumlichkeiten. Ab 1997 wurde der Sage Club installiert, 2007 kam der KitKatClub hinzu. An jener Stelle werden seit 2012 regelmäßig Walfisch-Revival-Partys abgehalten.